# Wilhelm Struzina
Wilhelm Struzina (* 11. April 1926 in Schlesien; † 1990) war ein deutscher Fußballspieler, der beim TSV Schwaben Augsburg in der Fußball-Oberliga Süd von 1948 bis 1957 insgesamt 187 Ligaspiele in der damaligen Erstklassigkeit absolviert und als Defensivspieler 27 Tore erzielt hat. Der Nachfolger von Mittelläufer Wilhelm Dziarstek wurde am 22. September und am 14. Oktober 1951 zweimal in der B-Nationalmannschaft des DFB in Länderspielen gegen Österreich (1:1) und die Schweiz (2:0) eingesetzt. Nach dem Oberligaabstieg in der Saison 1951/52 gewann Struzina 1953/54 in der 2. Liga Süd mit den Schwaben die Meisterschaft und kehrte in die Oberliga Süd zurück.

## Vereine

### Jugend, 2. Weltkrieg, 1948 Ankunft in Augsburg
Bei Beuthener SuSV 09 erlernte der Jugendliche Struzina das Fußballspiel im Verein. Ob er im Oberschlesischen Kohlerevier mit den Weiß-Gelben auch bereits in der Gauliga Oberschlesien während des Zweiten Weltkriegs aktiv gewesen war, ist aus der vorliegenden Literatur nicht ersichtlich. Auf jeden Fall wurde Struzina zur Wehrmacht eingezogen und kam in britische Kriegsgefangenschaft. Während dieser Zeit soll er die Erlaubnis erhalten haben, einige Spiele für den Zweitligisten Coventry City zu bestreiten, Pflichtspiele sind jedoch keine dokumentiert. Nach seiner Entlassung aus der Gefangenschaft (Prisoner of War) landete Struzina 1948 in Augsburg und schloss sich den „Violetten“ von Schwaben Augsburg in der Oberliga Süd an.

### Schwaben Augsburg, 1948 bis 1957
Beim TSV Schwaben vom Stadion an der Haunstetter Straße, war 1947/48 die erste Saison ohne den 65-maligen Nationalstürmer Ernst Lehner zu bestreiten gewesen, welcher jetzt für Viktoria Aschaffenburg stürmte. In einer sehr langen Spielzeit mit 38 Rundenspielen – Rundenstart war der 6. September 1947, Nachholspiele am 4. Juli beendeten die Runde (das Spiel vom 29. August 1948 zwischen Eintracht Frankfurt und 1. FC Nürnberg nicht mitgerechnet) – gehörten die Lila-Weißen überwiegend dem Mittelfeld in der Tabelle an. Am 34. Rundenspieltag, den 23. Mai 1948, debütierte der von der Insel nach Deutschland gekommene Struzina in der Oberliga Süd. Schwaben Augsburg verlor das Auswärtsspiel mit 1:4 beim Karlsruher Stadtteilclub VfB Mühlburg. Mit Georg Lechner senior stellte der bürgerliche Verein aus dem südlichen Stadtkern einen 20-fachen Torschützen und belegte den 11. Rang. In seiner ersten tatsächlichen Oberligasaison, 1948/49, absolvierte Struzina in einer reduzierten 16er-Liga alle 30 Ligaspiele. Der TSV Schwaben belegte den 7. Rang und Lokalrivale BCA schaffte durch einen 1:0-Erfolg im Entscheidungsspiel gegen Ulm 1846 in letzter Sekunde den Klassenerhalt. Struzina kam überwiegend als linker Außenläufer oder linker Verteidiger zum Einsatz; Mittelläufer und Chef der Abwehr vor Torhüter Franz Süßmann war zu diesem Zeitpunkt noch Wilhelm Dziarstek. Die Hinrunde 1949/50 beendete Schwaben Augsburg nach 15 Spieltagen mit 12:18 Punkten auf dem 15. Rang. Am Rundenschlusstag, den 7. Mai 1950, gewann man das Heimspiel gegen Bayern München mit 2:1 und belegte mit 26:34 Punkten – punktgleich mit dem BCA – den 11. Rang. Struzina hatte wie Torhüter Süßmann und Spielmacher und Torjäger Georg Lechner alle 30 Ligaspiele absolviert und auch die Nachfolge von Mittelläufer und Abwehrchef Dziarstek angetreten. In einer 18er-Liga belegten die Schwaben 1950/51 mit 29:39 Punkten den 13. Rang. Lokalrivale BCA stieg zusammen mit Reutlingen, Singen und Darmstadt in die 2. Liga Süd ab. Struzina hatte lediglich zwei von 34 Ligaspielen verpasst.
Der Start in die Saison 1951/52 missglückte mit einer 1:3-Heimniederlage gegen den 1. FC Nürnberg. Der 5:0-Heimerfolg am 9. Dezember 1951 gegen den bereits abgeschlagenen VfL Neckarau brachte die Schwaben am Ende der Hinrunde mit 11:19 Punkten auf den 14. Rang. Aber die Ausbeute der Rückrunde mit acht Pluspunkten war so schlecht, dass am Rundenende mit 19:41 Punkten der Abstieg in die 2. Liga Süd feststand. Die 16:14 Heimpunkte konnten die 3:27 Punkte in den Auswärtsspielen nicht annähernd ausgleichen. In 28 Ligaspielen hatte Struzina fünf Tore erzielt. Trotz des Abstieges brachte diese Runde auch erfreuliches für den Stopper mit erstklassigem Kopfballspiel und Zweikampfstärke: Am 16. September 1951 wurde mit dem Heimspiel gegen den späteren Meister VfB Stuttgart vor 30.000 Zuschauern das erste Punktspiel im neuen Rosenaustadion ausgetragen und Struzina wurde in der Hinrunde zweimal vom DFB in Länderspielen der B-Nationalmannschaft eingesetzt. Er debütierte in der deutschen B-Vertretung am 22. September 1951 im Rosenaustadion beim Spiel gegen Österreich. Beim 1:1-Remis wurde er als Stopper im damaligen WM-System von den beiden Außenläufern Gerhard Bergner und Josef Röhrig unterstützt. Einen Tag später, am 23. September, gewann die A-Nationalmannschaft mit der Läuferreihe Paul Mebus, Jupp Posipal und Erich Schanko in Wien gegen Österreich A mit 2:0. Drei Wochen danach führte der DFB ein zweites B-Länderspiel in Basel gegen die Schweiz durch. Beim 2:0-Erfolg der deutschen B-Vertretung agierte Struzina wiederum als Stopper und wurde jetzt auf den Außenläuferpositionen von Kurt Sommerlatt und Kurt Ucko unterstützt.
Nach dem Abstieg blieb der Stopper bei den Schwaben und belegte 1952/53 den fünften Rang in der 2. Liga Süd. Im Jahr der Fußballweltmeisterschaft 1953/54 in der Schweiz, konnte Struzina mit Schwaben Augsburg die Meisterschaft und damit die Rückkehr in die Oberliga Süd feiern. In den Kreis des Nationalmannschaftskaders für das Weltmeisterschaftsturnier 1954 in der Schweiz reichte es aber nicht. Beim Rundenstart 1954/55 trat Struzina am 22. August 1954 beim Heimspiel gegen den FC Bayern München als Mittelstürmer an: Er erzielte zwei Treffer zum 3:2-Startsieg von Schwaben Augsburg. Beide Spiele im Lokalderby gegen den BCA wurden verloren: In der Hinrunde mit 1:2, in der Rückrunde mit 1:4. Das letzte Spiel bestritt Struzina am 20. März 1955 bei einem 1:1-Heimremis gegen Kickers Offenbach. Mit 28:22 Punkten standen die Schwaben nach 25 Rundenspielen auf dem fünften Rang. Am Rundenende belegten sie mit 32:28 Punkten den achten Tabellenrang und Struzina hatte in 23 Ligaspielen zehn Tore erzielt. Mit einem 1:0-Heimerfolg am Rundenschlusstag, den 29. April 1956, gegen den VfR Mannheim rückte Struzina mit Schwaben Augsburg gerade noch auf 12. Rang; der SSV Reutlingen stieg mit 24:36 Punkten ab. Struzina hatte in 28 Ligaspielen acht Tore erzielt.
Das erste Spiel in der Oberligarunde 1956/57 bestritt Struzina am 14. Oktober 1956 beim 1:1-Heimremis gegen den Karlsruher SC. Zum Abschluss der Hinrunde zierte der TSV Schwaben mit 8:22 Punkten das Ende der Tabelle. Den Absturz in die 2. Liga Süd konnte auch der 5:2-Heimerfolg am 17. Februar 1957 im Lokalderby gegen den BCA, nicht verhindern. Mit einer 0:4-Niederlage bei Bayern München am 19. Mai 1957 verabschiedete sich Schwaben Augsburg aus der Oberliga Süd. Die mit zwei Punkten Rückstand versehenen Stuttgarter Kickers holten sich mit 2:0 beide Punkte beim FSV Frankfurt und erreichten dadurch punktgleich mit den Schwaben mit dem besseren Torverhältnis den Klassenerhalt. Struzina hatte in seiner letzten Runde in der Oberliga Süd nochmals 15 Ligaspiele bestritten und drei Tore erzielt. Nach insgesamt 187 Spielen in der Oberliga Süd und 27 Toren endete im Sommer 1957 seine höherklassige Laufbahn.
Beim TSV 1874 Kottern ließ der ehemalige B-Nationalspieler seine Laufbahn im Amateurlager ausklingen.